# Нестор Махно (монета)
«Не́стор Махно́» — ювілейна монета номіналом 2 гривні, випущена Національним банком України. Присвячена ватажку селянського повстанського руху на півдні України — Нестору Івановичу Махну, який уособлює тип народного героя, народженого вибухом революційної стихії. Його організаторські та військові здібності незаперечні, відпрацьована ним тактика повстансько-партизанської боротьби стала предметом дослідження військової науки.
Монету було введено в обіг 25 жовтня 2013 року. Вона належить до серії «Видатні особистості України».

## Опис та характеристики монети
| Номінал грн. | Метал      | Маса, грам | Діаметр, мм. | Якість виготовлення | Гурт     | Тираж, штук |
| ------------ | ---------- | ---------- | ------------ | ------------------- | -------- | ----------- |
| 2            | нейзильбер | 12,8       | 31           | анциркулейтед       | рифлений | 30 000      |

### Аверс
На аверсі монети розміщено: угорі малий Державний Герб України, під яким рік карбування монети «2013», напис півколом «НАЦІОНАЛЬНИЙ БАНК УКРАЇНИ», у центрі рельєфне зображення тачанки та дзеркальне — коней, унизу номінал «2 ГРИВНІ» та логотип Монетного двору Національного банку України (ліворуч).

### Реверс
На реверсі монети зображено портрет Нестора Махна (ліворуч); колосся, між яким написи «ЗЕМЛЯ/ВОЛЯ/НАРОДНА/ВЛАДА» (праворуч); вертикально розміщено напис «НЕСТОР МАХНО», ліворуч від якого унизу роки життя «1888/1934».

## Автори

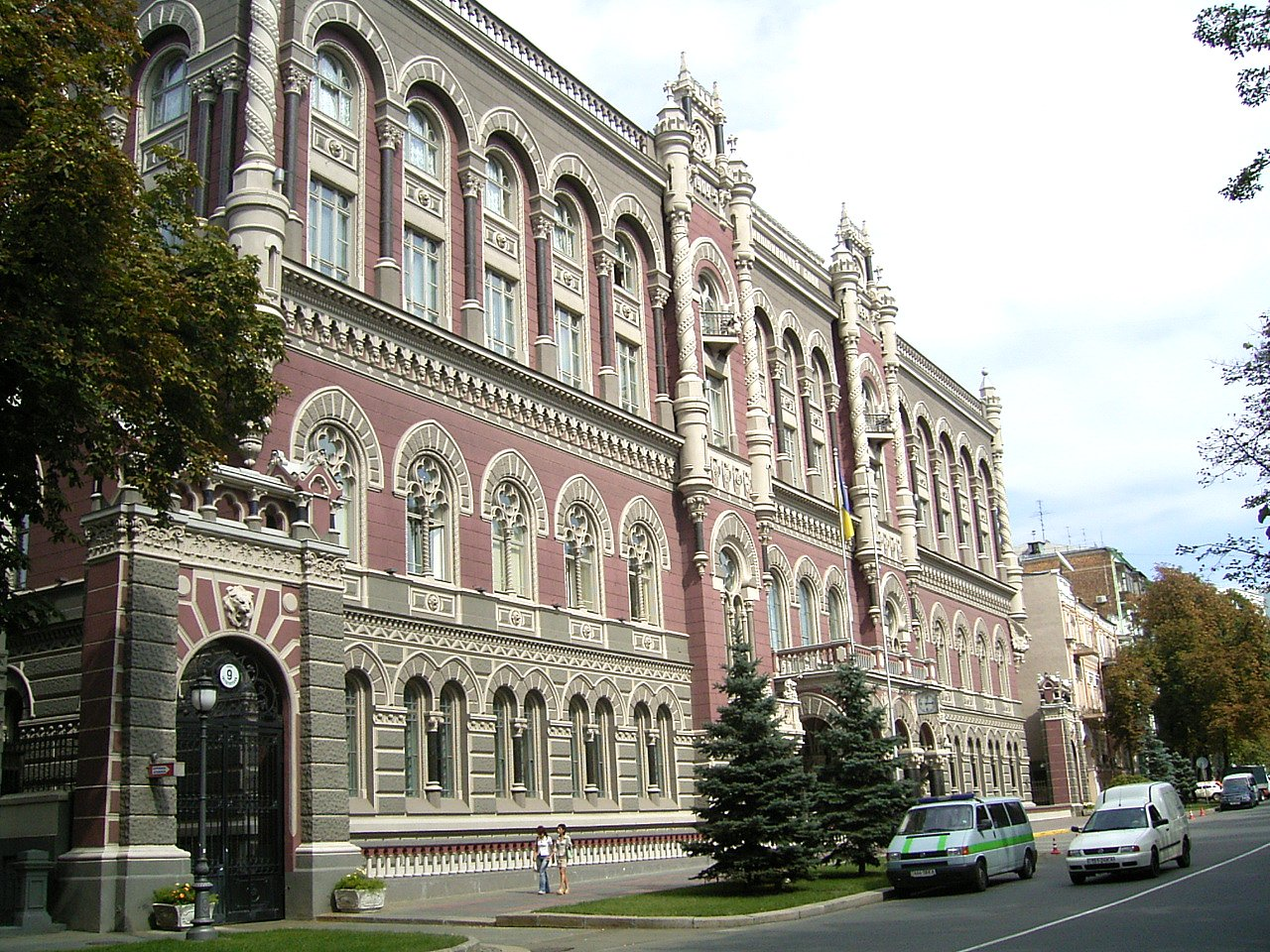
Будівля Національного банку України

- Художники: Таран Володимир, Харук Олександр, Харук Сергій (аверс); Фандікова Наталія (реверс).
- Скульптори: Дем'яненко Володимир, Дем'яненко Анатолій.

## Вартість монети
Під час введення монети в обіг 2013 року, Національний банк України реалізовував монету через свої філії за ціною 20 гривень.
Фактична приблизна вартість монети, з роками змінювалася так:
| Рік        | 2014 | 2015 | 2016 | 2017 | 2018 | 2019 | 2020 | 2021 | 2022 | 2023 | 2024 | 2025 |
| ---------- | ---- | ---- | ---- | ---- | ---- | ---- | ---- | ---- | ---- | ---- | ---- | ---- |
| Ціна, грн. | 60   | 100  | 120  | 160  | 175  | 175  | 175  | 185  | 300  | 550  | 850  | 900  |